# アドネス
アドネス株式会社（英: Addness）は、日本のインターネット教育サービス企業である。
2021年7月26日に設立され、東京都新宿区に本社を置く。主にサクセスラーニングシステムを用いたスキル習得プログラム「スキルプラス」を展開している。

## 沿革
- 2021年6月 - SNSマーケティング教育プログラム「センサーズ」をローンチ[3]
- 2021年7月 - 東京都新宿区にアドネス株式会社を設立
- 2022年11月21日 - サクセスラーニング®特許出願[4]
- 2023年5月 - 新宿区にビル一棟を借りて本社を移転[5]
- 2024年4月 - アドネス大阪支社設立[6]
- 2024年6月 - 東京ビッグサイトで開催されたDX総合EXPOにて初出展[7]
- 2024年6月 - 教育サービス「スキルプラス」の宣伝広告を渋谷スクランブル交差点の初の路上広告を展開[8]
- 2024年8月 - 会社メンバー限定の食堂「Well-being食堂」開設[9]

## 事業・サービス
スキルプラス
アドネス株式会社の主軸サービス。「事業構築コース」「AIビジネスコース」「広告運用コース」「営業代行コース」「デザインコース」の5つのスキル習得プログラムを提供している。
サクセスラーニング
ゴール達成を目的としたアドネス株式会社の独自システムで、特許を取得ている。
アドネスLabo
同社が運営するウェブメディア。SNSマーケティングや生成AIに関する記事を掲載している。

## 企業理念・ビジョン
- ミッション: 「教育に革命を起こし、世界を巻き込め」
- フィロソフィー: 「世界を巻き込むWell-Beingの実現」

教育を通じて個人の目標達成や理想の実現を支援することを目指している。